# Лучани, Алессио
Алессио Лучани (итал. Alessio Luciani; 16 января 1990, Риети) — итальянский футболист, защитник клуба «Феральписало».

## Карьера
Алессио Лучани — воспитанник клуба «Лацио». С 2008 года он стал привлекаться к тренировкам с основным составом команды. 4 октября 2009 года, в игре с «Фиорентиной», Лучани дебютировал в основном составе команды, выйдя на 85-й минуте встречи вместо Симоне Дель Неро; игра завершилась вничью 0:0